# Junia Claudila
Junia Claudila o Junia Claudia (en latín, Iunia Claudilla; m. 34-37) fue una dama romana del siglo I, perteneciente a la gens Junia, y primera esposa del emperador Calígula.

## Vida
Junia fue hija del influyente senador Marco Junio Silano. Contrajo matrimonio con Calígula en el año 33 en Antium, antes de que este ascendiera al trono. Falleció de parto  en 34, 36, o quizá a principios de 37. El bebé tampoco sobrevivió.